# Luka Pavlin
Luka Pavlin, slovenski nogometaš, * 16. oktober 1988, Kranj.
Pavlin je nekdanji profesionalni nogometaš, ki je igral na položaju vezista. V svoji karieri je igral za slovenske klube Olimpijo, Slovan, Jadran Dekani, Koper, Šenčur in Zarico Kranj ter ciprski Olympiakos Nicosia. Skupno je v prvi slovenski ligi odigral 11 tekem in dosegel en gol, v drugi slovenski ligi pa 78 tekem in osem golov. 
Njegov stric je nekdanji nogometaš Miran Pavlin.